# Kirche Herges-Hallenberg

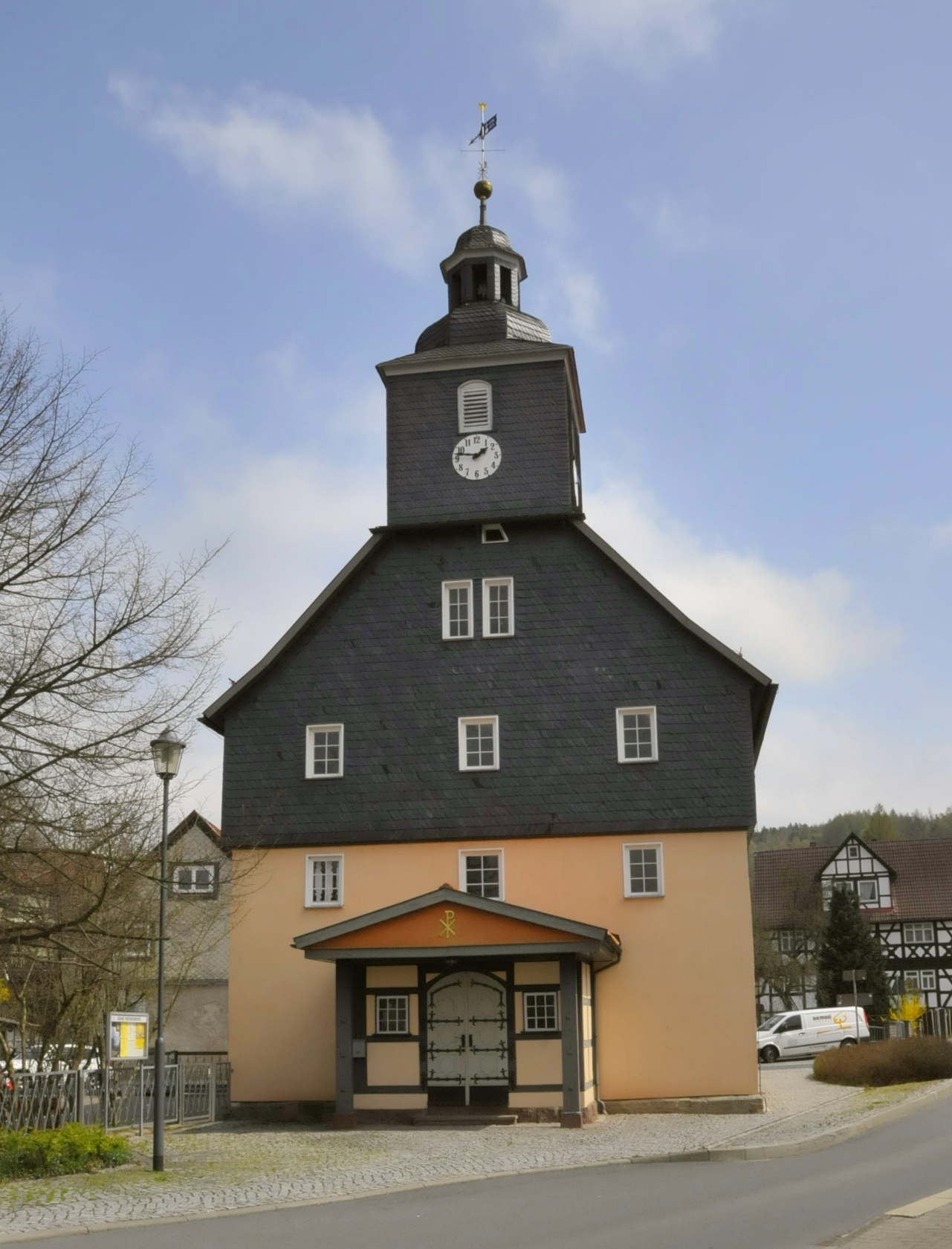
Kirche Herges-Hallenberg

Die Kirche Herges-Hallenberg steht in Herges-Hallenberg, einem Ortsteil von Steinbach-Hallenberg im Landkreis Schmalkalden-Meiningen in Thüringen. Zur evangelischen Kirchengemeinde Springstille gehören die Kirche Herges-Hallenberg, das Simultangebäude mit Kirchsaal in Bermbach und die Dorfkirche Springstille im Kirchenkreis Schmalkalden der Evangelischen Kirche von Kurhessen-Waldeck.

## Beschreibung
Die schlichte verputzte Fachwerkkirche hat einen dreiseitigen Abschluss im Osten und einen verschieferten Dachturm an der Westseite. Sie wurde 1706 bis 1722 errichtet. 2013 wurden neue Altarfenster eingebaut. Das Kirchenschiff ist mit einem hölzernen Tonnengewölbe überspannt. Die einheitliche Kirchenausstattung stammt weitgehend aus der Erbauungszeit. Die Kapitelle der Säulen der zweigeschossigen und dreiseitigen Emporen sind mit Blattwerk verziert. Die Kanzel wird getragen von einer Figur des Moses. An ihrer Brüstung sind die vier Evangelisten und das hessische Wappen abgebildet. Das Taufbecken stammt von 1746, der Orgelprospekt aus der zweiten Hälfte des 19. Jahrhunderts.
Die Orgel mit 14 Registern, verteilt auf 2 Manuale und Pedal, wurde 2007 von Fischer & Krämer Orgelbau errichtet.